# Désigné présidentiel
Le désigné présidentiel (espagnol : Designado Presidencial) correspond en Colombie à la personne chargée de remplacer le président de la République en cas d'empêchement, temporaire ou définitif. Ce poste a existé entre 1843 et 1991, avec quelques interruptions. Selon la période, il y avait un, deux ou trois désignés.

## Histoire de la charge
En 1843, la constitution nouvellement adoptée stipule que le Congrès doit choisir un « désigné » appelé à assumer la présidence de la République en l'absence du président et du vice-président. À partir de 1844, ce poste est attribué chaque année. Son premier titulaire est l'ancien président de la chambre des représentants, Juan Clímaco Ordóñez (es). 
La constitution de 1853 la charge de Designado Presidencial est rendue officielle, et est renforcée après l'abolition du poste de vice-président par la Constitution de 1858. 
Avec la constitution de 1863, c'est au Sénat qu'échoit la nomination annuellement de trois personnes qui composent la ligne de succession présidentielle (premier, deuxième et troisième désignés). Pendant la durée de cette constitution, alors que le pays a pris le nom d'États-Unis de Colombie, les personnes nommées ont été particulièrement importantes en raison de la fréquence à laquelle ils ont eu à prendre le pouvoir.
Après la promulgation de la constitution de 1886, le poste de vice-président est restauré, mais après la démission du vice-président Eliseo Payán en 1887, le Congrès est contraint de nommer un Designado Presidencial pour terminer le mandat de six ans (1888-1892) de Rafael Núñez, qui pour cause de maladie ne peut exercer le pouvoir. Entre 1892 et 1898, le vice-président Miguel Antonio Caro occupe la présidence (comme suppléant de Núñez puis comme titulaire après la mort de ce dernier). C'est pourquoi le Congrès nomme à nouveau un Designado Presidencial jusqu'en 1896.
En 1905, le président Rafael Reyes Prieto abolit le poste de vice-président et modifie la constitution, établissant que le président aurait le pouvoir de nommer, uniquement si nécessaire, un Designado Presidencial. Reyes lui-même utilise ce pouvoir à deux reprises, mais après son renversement en 1909 et une nouvelle réforme constitutionnelle en 1910, il est décidé de rendre le poste permanent, de recréer un second Designado Presidencial et de transférer la responsabilité de ces nominations (bi-annuelles) au Sénat.
La réforme constitutionnelle de 1945 abolit la seconde Designatura et de la constitution de 1991 remplace à nouveau le Designado Presidencial par le vice-président, avec effet en 1994, à la fin du mandat du président d'alors, Cesar Gaviria. Le dernier Designado Presidencial est l'ancien ministre puis président (2010-2018) Juan Manuel Santos, entre 1993 et 1994.

## Liste
| Premier désigné                | Second désigné               | Troisième désigné               | Période   |
| ------------------------------ | ---------------------------- | ------------------------------- | --------- |
| Juan Clímaco Ordóñez (es)      |                              |                                 | 1844-1845 |
| José Hilario López             |                              |                                 | 1845-1846 |
| Rufino Cuervo (es)             |                              |                                 | 1846-1847 |
| Diego Fernando Gómez (es)      |                              |                                 | 1847-1848 |
| Mariano Ospina Rodríguez       |                              |                                 | 1848-1849 |
| Joaquín Gori (es)              |                              |                                 | 1849-1850 |
| José María Obando              |                              |                                 | 1850-1851 |
| Manuel Murillo Toro            |                              |                                 | 1851-1852 |
| Tomás de Herrera               |                              |                                 | 1852-1853 |
| José Hilario López             |                              |                                 | 1853-1854 |
| Tomás de Herrera               |                              |                                 | 1854-1855 |
| Joaquín París Ricaurte         |                              |                                 | 1855-1856 |
| Tomás Cipriano de Mosquera     |                              |                                 | 1856-1857 |
| Julio Arboleda Pombo           |                              |                                 | 1857-1859 |
| Pedro Fernández Madrid (es)    | Pedro Alcántara Herrán       | Julio Arboleda Pombo            | 1859-1860 |
| Julio Arboleda Pombo           | Vicente Cárdenas             | Juan C. Uribe                   | 1860-1861 |
| Juan José Nieto Gil            |                              |                                 | 1861      |
| Santos Gutiérrez               | Eustorgio Salgar             | Juan José Nieto Gil             | 1863-1864 |
| Tomás Cipriano de Mosquera     |                              |                                 | 1864-1865 |
| José Hilario López             | Santos Gutiérrez             | Francisco Javier Zaldúa         | 1865-1866 |
| José María Rojas Garrido       | Santos Acosta                | Marcelino Gutiérrez (es)        | 1866-1867 |
| Santos Gutiérrez               | Santos Acosta                | Joaquín Riascos (es)*           | 1867-1868 |
| Salvador Camacho               | Eliseo Payán                 | Eustorgio Salgar                | 1868-1869 |
| Santiago Pérez                 | Manuel Amador Fierro (es)    | Antonio María Pradilla (es)     | 1869-1870 |
| Santos Gutiérrez               | Julián Trujillo Largacha     | Manuel Vengoechea               | 1870-1871 |
| Salvador Camacho               | Manuel Amador Fierro (es)    | Apolinar Rueda                  | 1871-1872 |
| Eustorgio Salgar               | Ezequiel Rojas (es)          | Buenaventura Correoso (es)      | 1872-1873 |
| Santiago Pérez                 | Ramón Santodomingo Vila (es) | Joaquín Riascos (es)            | 1873-1874 |
| Manuel Murillo Toro            | Venancio Rueda               | Emigdio Palau                   | 1874-1875 |
| Aquileo Parra                  | César Conto (es)             | José Ignacio Díaz-Granados (es) | 1875-1876 |
| Santiago Pérez                 | Eliseo Neira                 | Joaquín Vengoechea              | 1876-1877 |
| Julián Trujillo Largacha       | Sergio Camargo (es)          | Pablo Arosemena                 | 1877-1879 |
| Felipe Pérez (es)              | Gil Colunje (es)             | Ignacio José Manrique           | 1879-1880 |
| Julián Trujillo Largacha       | Francisco Javier Zaldúa      | Pablo Arosemena                 | 1880-1881 |
| Julián Trujillo Largacha       | Manuel Uribe Ángel (es)      | José María Campo Serrano        | 1881-1882 |
| Rafael Núñez                   | José Eusebio Otálora         | Eliseo Payán                    | 1882-1883 |
| José Eusebio Otálora           | Daniel Aldana (es)           | Ezequiel Hurtado                | 1883-1884 |
| Ezequiel Hurtado               | José María Campo Serrano     | Pedro J. Sarmiento              | 1884-1885 |
| José María Campo Serrano       |                              |                                 | 1885-1887 |
| Carlos Holguín Mallarino       |                              |                                 | 1888-1892 |
| Leonardo Canal González (es)   |                              |                                 | 1892-1894 |
| Guillermo Quintero Calderón    |                              |                                 | 1894-1896 |
| Diego Euclides de Angulo Lemos |                              |                                 | 1908      |
| Jorge Holguín                  |                              |                                 | 1909      |
| Marco Fidel Suárez             | José María González Valencia |                                 | 1911-1913 |
| Marco Fidel Suárez             | Jorge Holguín                |                                 | 1913-1914 |
| Pedro Nel Ospina               | Pedro Antonio Molina (es)    |                                 | 1918-1921 |
| Jorge Holguín                  | Jorge Vélez                  |                                 | 1921-1922 |
| José Joaquín Casas (es)        | Miguel Arroyo Díez           |                                 | 1922-1927 |
| José Joaquín Casas (es)        | Ignacio Rengifo (es)         |                                 | 1927-1929 |
| Camilo C. Restrepo (es)        | Félix Cortés (es)            |                                 | 1929-1932 |
| Julián Uribe Gaviria (es)      | Román Gómez (es)             |                                 | 1932-1934 |
| Alberto Pumarejo (es)          | Francisco Samper Madrid      |                                 | 1934-1937 |
| Gabriel Turbay                 | Carlos Lozano y Lozano (es)  |                                 | 1937-1938 |
| Gabriel Turbay                 | Tulio Tascón                 |                                 | 1938-1939 |
| Carlos Lozano y Lozano (es)    | Tulio Tascón                 |                                 | 1939-1943 |
| Darío Echandía                 | Aníbal Badel**               |                                 | 1943-1945 |
| Alberto Lleras Camargo         | Ricardo Uribe Escobar (es)   |                                 | 1945-1946 |
| Carlos Arango Vélez (es)       |                              |                                 | 1946      |
| Eduardo Santos                 |                              |                                 | 1946-1951 |
| Roberto Urdaneta Arbeláez      |                              |                                 | 1951-1953 |
| Gabriel París Gordillo         |                              |                                 | 1955      |
| Darío Echandía                 |                              |                                 | 1958-1960 |
| Carlos Lleras Restrepo         |                              |                                 | 1960-1963 |
| José Antonio Montalvo (es)     |                              |                                 | 1963-1967 |
| Julio César Turbay Ayala       |                              |                                 | 1967-1972 |
| Rafael Azuero Manchola (es)    |                              |                                 | 1972-1974 |
| Julio César Turbay Ayala       |                              |                                 | 1974-1976 |
| Indalecio Liévano Aguirre      |                              |                                 | 1976-1978 |
| Gustavo Balcázar Monzón (es)   |                              |                                 | 1978-1980 |
| Víctor Mosquera Chaux (es)     |                              |                                 | 1980-1982 |
| Álvaro Gómez Hurtado           |                              |                                 | 1982-1984 |
| Rodrigo Lloreda Caicedo (es)   |                              |                                 | 1984-1986 |
| Víctor Mosquera Chaux (es)     |                              |                                 | 1986-1990 |
| Luis Fernando Jaramillo (es)   |                              |                                 | 1990-1992 |
| Humberto De la Calle Lombana   |                              |                                 | 1992-1993 |
| Juan Manuel Santos             |                              |                                 | 1993-1994 |

- * Remplace José María Villamizar Gallardo
- ** élu en 1944